# 真瀬はるか
真瀬 はるか（まなせ はるか、1987年1月11日-）は、日本の女優。元宝塚歌劇団花組男役。元劇団四季団員。
神奈川県出身、清泉女学院中学高等学校出身。身長164.5cm。血液型A型。愛称は、イマッチ、まなせ。

## 来歴
宝塚歌劇団で活躍後、コンサートやライブ、アルバムをリリースする等、アーティストとしても活躍。
2004年、宝塚音楽学校に入学。同期には真風涼帆、月野姫花、天咲千華、蘭乃はならがいる。
2006年、宝塚歌劇団に第92期生として入団。入団時の成績は48人中2位。宙組公演『NEVER SAY GOODBYE』で初舞台。その後、花組に配属。
2009年7月より1年間、TAKARAZUKA SKY STAGEの第8期スカイフェアリーズを務める。
2012年3月18日、『復活 -恋が終わり、愛が残った-／カノン -Our Melody-』の東京公演千秋楽をもって宝塚歌劇団を退団。
退団後はフリーで芸能活動をしていたが、 2014年11月4日付でグランアーツへ所属。
2021年1月1日付で、所属事務所であったグランアーツを退所し、劇団四季に所属。
2024年12月31日付で、劇団四季を退団。

## 宝塚歌劇団時代
- 2006年6月 - 8月、『ファントム』団員男、新人公演：パパン（警官）（本役：紫峰七海）
- 2007年2月 - 3月、『明智小五郎の事件簿-黒蜥蜴／TUXEDO JAZZ』新人公演：書生（杉野）（本役：朝夏まなと）
- 2007年7月、『ハロー！ダンシング』（バウ）
- 2007年9月 - 10月、『アデュー・マルセイユ／ラブ・シンフォニー』新人公演：ジェラール（少年）（本役：望海風斗）
- 2008年2月 - 3月、『蒼いくちづけ −ドラキュラ伯爵の恋−』（バウ）レンフィールド、ルイス
- 2008年5月 - 6月、『愛と死のアラビア／Red Hot Sea』新人公演：ジューバ（本役：真野すがた）
- 2008年10月、『銀ちゃんの恋』（ドラマシティ・東京特別）TVスタッフ
- 2009年1月 - 2月、『太王四神記』新人公演：ヒョンゴ（本役：未涼亜希）
- 2009年9月 - 11月、『外伝ベルサイユのばら -アンドレ編-／EXCITER!!』衛兵隊、新人公演：ブイエ将軍（本役：星原美沙緒）
- 2010年1月、『BUND／NEON 上海 -深緋の嘆きの河-』（バウ）コ・トウカ
- 2010年1月、『第3回マグノリア・コンサート・ドゥ・タカラヅカ』
- 2010年3月 - 5月、『虞美人』新人公演：范増（本役：夏美よう）
- 2010年7月 - 10月、『麗しのサブリナ／EXCITER!!』アーネスト、新人公演：ウィリス（本役：未涼亜希）
- 2010年11月 - 12月、『CODE HERO／コード・ヒーロー』（バウ・東京特別）ラリー
- 2011年2月 - 3月、『愛のプレリュード／Le Paradis!!（ル パラディ） －聖なる時間（とき）－』新人公演：スティーブ・ドノバン（本役：愛音羽麗）
- 2011年6月 - 9月、『ファントム』従者、新人公演：ジェラルド・キャリエール（本役：壮一帆）
- 2011年10月 - 11月、『カナリア』（ドラマシティ・東京特別）ホームレス・美容師・看守 他
- 2012年1月 - 3月、『復活 -恋が終わり、愛が残った-／カノン -Our Melody-』陪審員、新人公演：マルチェンコ（本役：煌雅あさひ）＊退団公演

## グランアーツ、劇団四季
- 2014年6月、ミュージカル『オーシャンズ11』エメラルド（3ジュエルズ）（東急シアターオーブ、梅田芸術劇場）
- 2014年7月、Theatre de Yuhi Vol.1『La Vie - 彼女が描く、絵の世界』コーラス（天王洲銀河劇場）
- 2015年3月、ミュージカル『十二夜』（日生劇場）
- 2015年6月、ミュージカル『エリザベート』（帝国劇場）
- 2016年6月、ミュージカル『エリザベート』（帝国劇場）
- 2016年7月 - 2022年 劇団四季『キャッツ』ジェリーロラム=グリドルボーン（大阪四季劇場他）
- 2016年10月、『オフェリアと影の一座』影（奴隷リュー）（りゅーとぴあ 新潟市民芸術文化会館、東京芸術劇場プレイハウス、兵庫県立芸術文化センター阪急中ホール）
- 2017年3月 - 4月、ミュージカル『キューティ・ブロンド』マーゴ（シアタークリエ、メルパルクホール大阪、他）
- 2018年1月、『黒蜥蜴』（日生劇場、梅田芸術劇場）
- 2019年6月-8月、ミュージカル『エリザベート』ヴィンデッシュ（帝国劇場）
- 2021年1月　グランアーツから劇団四季へ移籍
- 2021年-2022年　劇団四季『キャッツ』ジェリーロラム=グリドルボーン役
- 2021年12月-2022年2月　劇団四季アンドリュー・ロイドウェバーコンサート『アンマスクド』
- 2023年　劇団四季『リトル・マーメイド』アンサンブル4枠[6]
- 2023年10月-2024年1月　劇団四季『ウィキッド』グリンダ役[7]
- 2024年5月-11月　劇団四季『ゴースト＆レディ』フロー役[8]

## TVドラマ、コンサート

### コンサート
- 2012年10月5日、「真瀬はるかディナーコンサート」(第一ホテル東京)
- 2025年4月29日、「古川雄大 The Orchestra Concert」（新国立劇場）[9]
- 2025年7月21日、「真瀬はるか コンサート ～Bouquet～」（I'M A SHOW）[10]

### テレビドラマ
- ハイスクール歌劇団☆男組（2012年10月26日、中部日本放送）